# Ondergoedfetisjisme

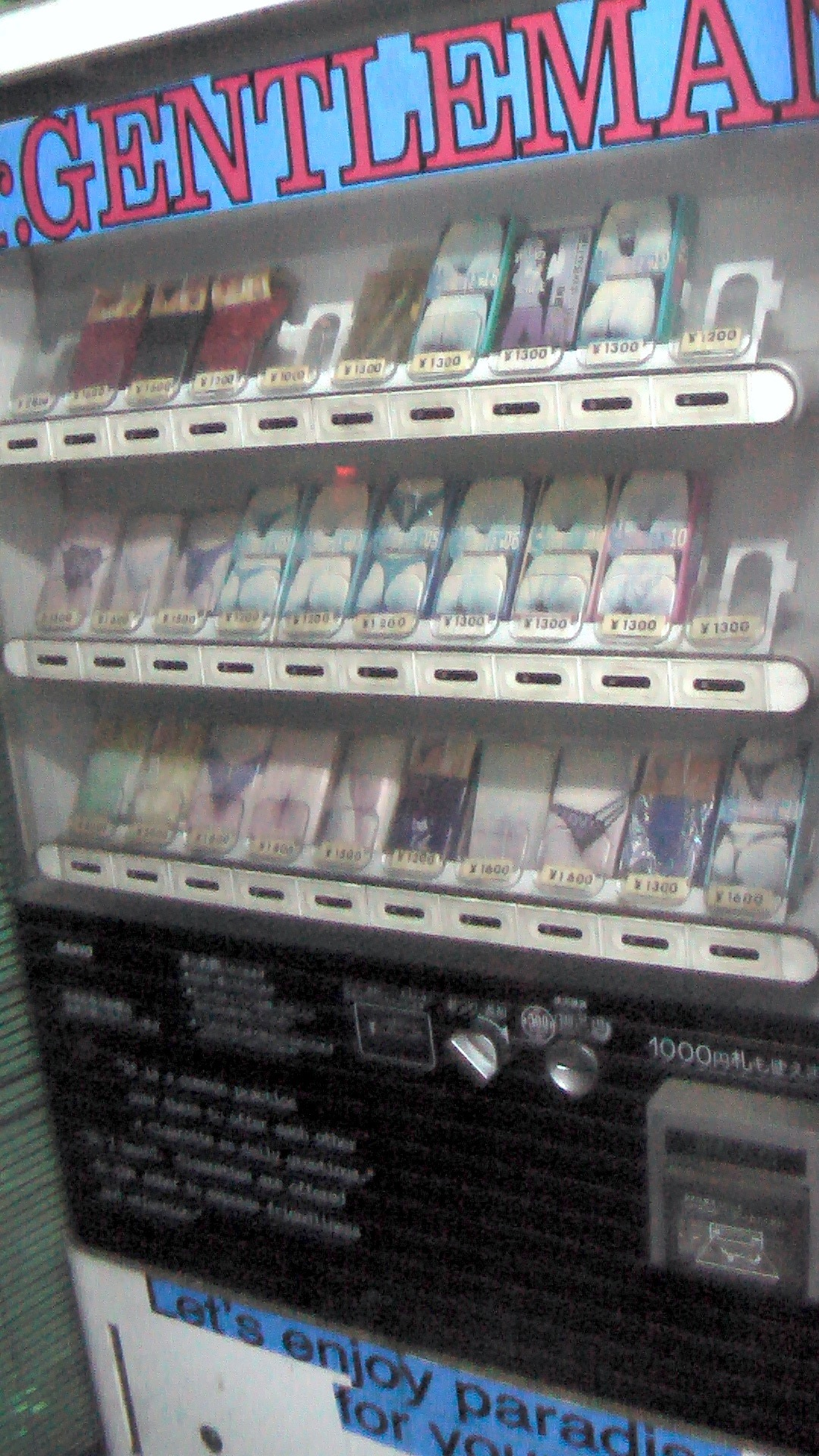
In Japan wordt gebruikt ondergoed verkocht

Ondergoedfetisjisme of een ondergoedfetisj is een vorm van seksueel fetisjisme waarbij iemand seksueel genot beleeft aan ondergoed. Een ondergoedfetisjist kan opgewonden raken door bepaalde soorten ondergoed, zoals onderbroeken, korsetten, beha's of panty's, te zien of aan te raken. Anderen ervaren genot door ondergoed aan of uit te trekken, het te stelen, eraan te ruiken, ...
Ondergoedfetisjisme wordt niet noodzakelijk als een parafilie beschouwd door psychiaters, tenzij de fetisj het leven van de fetisjist en zijn of haar sociale contacten sterk verstoort.
Andere vormen van kledingfetisjisme zijn leerfetisjisme, nylonfetisjisme, rubberfetisjisme, badpakfetisjisme, sneakerfetisjisme en fetisjes voor allerlei uniformen, zoals schooluniformen.